# Sadkowice (Mazovie)
Pour les articles homonymes, voir Sadkowice.
Sadkowice (prononciation : [satkɔˈvit͡sɛ]) est un village polonais de la gmina de Solec nad Wisłą dans le powiat de Lipsko de la voïvodie de Mazovie dans le centre-est de la Pologne.
Il se situe à environ 4 km au sud de Solec nad Wisłą (siège de la gmina), 10 km au sud-est de Lipsko (siège du powiat) et à 135 km au sud-est de Varsovie (capitale de la Pologne).
Le village possède approximativement une population de 300 habitants.

## Histoire
De 1975 à 1998, le village appartenait administrativement à la voïvodie de Radom.